# Марусенко Світлана Володимирівна
Світлана Володимирівна Марусенко (нар. 17 травня 1993) — українська легкоатлетка, яка спеціалізується в штовханні ядра та метанні диска.
На національних змаганнях представляє Черкаську область.
Тренується у Сергія Лисенка.

## Спортивні досягнення
Бронзова призерка Кубка Європи з метань у командному заліку (2016, виступала у штовханні ядра).
Чемпіонка України в приміщенні у штовханні ядра (2016).
Чотириразова бронзова призерка чемпіонатів України в приміщенні у штовханні ядра (2017—2020).
Срібна (2017) та бронзова (2016, 2020, 2021) призерка чемпіонатів України у штовханні ядра.
Дворазова срібна призерка зимових чемпіонатів України у метанні диска (2020, 2022).